# John Rhodes
|  | Aquest article tracta sobre un pilot d'automobilisme. Si cerqueu el navegant, vegeu «John Rhodes (navegant)». |

 John Rhodes  va ser un pilot de curses automobilístiques britànic que va arribar a disputar curses de Fórmula 1.
Va néixer el 18 d'agost del 1927 a Wolverhampton, Staffordshire, Anglaterra.

## A la F1
John Rhodes va debutar a la cinquena cursa de la temporada 1965 (la setzena temporada de la història) del campionat del món de la Fórmula 1, disputant al circuit de Silverstone el GP de Gran Bretanya el 10 de juliol del 1965.
Va participar en una única prova puntuable pel campionat de la F1, no aconseguint finalitzar la cursa per problemes mecànics i no assolí cap punt pel campionat del món de pilots.

## Resultats a la Fórmula 1
| Any  | Equip         | Xassís | Motor  | 1   | 2   | 3   | 4   | 5       | 6   | 7   | 8   | 9   | 10  | Posició | Punts |
| ---- | ------------- | ------ | ------ | --- | --- | --- | --- | ------- | --- | --- | --- | --- | --- | ------- | ----- |
| 1965 | Gerard Racing | Cooper | Climax | SUD | MON | BEL | FRA | GBR Ret | HOL | ALE | ITA | USA | MEX | -       | 0     |

### Resum
| Curses: | Victòries: | Pòdiums: | Poles: | Voltes ràpides: | Punts: |
| ------- | ---------- | -------- | ------ | --------------- | ------ |
| 1       | 0          | 0        | 0      | 0               | 0      |